# شایبز
شایبز (به آلمانی: Scheibbs) یک شهر در اتریش است که در ناحیه شایبس واقع شده‌است. شایبز ۴۵٫۸۲ کیلومتر مربع مساحت دارد ۳۳۹ متر بالاتر از سطح دریا واقع شده‌است.

## خواهرخوانده
شهر روتسهایم خواهرخواندهٔ شایبز هست.